# Hansa Mare Reederei
 Hansa Mare Reederei KG — немецкая компания, оперирующая в транспортном секторе экономики. Штаб-квартира — в Бремене.

## История
В 1992 году была основана двумя учредителями Harro Kniffka и Dr. Jens Meier-Hedde которые и разместили первый заказ на постройку контейнеровозов.

## Собственники и руководство
- Председатель совета директоров — Dr. Jens Meier-Hedde.
- Управляющий директор — Dr. Andreas Opatz

## Деятельность
Hansa Mare через свои структурные подразделения Hanseatic Lloyd и Schlüssel Reederei — крупнейший технический менеджер контейнерных судов в Бремене (входит в Бременскую Ассоциацию Судовладельцев).
Компания имеет офисы в 11 странах мира. Флот компании на конец 2010 года включал:
- 67 судов-контейнеровозов
- 5 супертанкеров водоизмещением 100 тыс. т
- 10 балкеров

Общая численность персонала — 1 тыс. человек (2010 год).